# Neodriessenia purpurea
Neodriessenia purpurea är en tvåhjärtbladig växtart som beskrevs av Madhavan Parameswarau Nayar. Neodriessenia purpurea ingår i släktet Neodriessenia och familjen Melastomataceae. Inga underarter finns listade i Catalogue of Life.